# Alfred Blömer
Alfred Blömer (* 3. November 1918 in Berlin; † 31. Oktober 2016 in Mönchengladbach) war ein deutscher Gymnasiallehrer und Genealoge.

## Leben
Blömer wuchs in den Dörfern Bergisch Neukirchen und Imbach auf, die 1975 in Leverkusen eingemeindet wurden. Hier besuchte er zunächst die Dorfschule und wechselte nach vier Jahren zum Gymnasium in Opladen, wo er 1937 die Reifeprüfung ablegte. Danach studierte Blömer Germanistik,  Geschichte und Geographie in Bonn, Heidelberg und Wien, bis er 1939 zum Wehrdienst einberufen wurde. Nach dem Zweiten Weltkrieg führte er 1946 sein Studium in Köln fort. Nach seinem Referendariat kam Blömer im Jahr 1954 an das Mathematisch-Naturwissenschaftliche Gymnasium in Mönchengladbach, wo er die Fächer Deutsch, Geschichte und Geographie unterrichtete, bis er im Jahre 1980 als Studiendirektor in den Ruhestand versetzt wurde.

## Familie
Blömers Eltern stammten aus Krefeld und er verstand sich, obwohl in Berlin geboren, immer als Rheinländer. Im Jahr 1944 heiratete er Else Hunger aus Mettmann, mit der er eine Tochter Luitgard sowie einen Sohn, den Komponisten Rüdiger Blömer, hatte und die im Jahre 2009 verstarb.

## Familienkunde
Bereits in frühen Jahren beschäftigte sich Blöhmer mit der Geschichte seiner eigenen Familie. Dank seines Interesses an der Geschichte des Rheinlandes weitete er seine Forschungen auch auf andere Familien und die Regionalgeschichte aus und erstellte bis zu seinem 95. Lebensjahr über 300 Arbeiten. Bis zuletzt arbeitete er ohne den Einsatz eines Computers, sichtete Kirchenbücher, recherchierte in verschiedenen Archiven und schrieb seine familienkundlichen Artikel, die in verschiedenen Zeitschriften für Familienkunde veröffentlicht wurden, bis zuletzt mit der Schreibmaschine. Tatkräftige Unterstützung bei seinen Recherchen fand Blömer auch bei seiner Ehefrau. Sehr gerne wurde er auch von genealogischen Vereinen zu Vorträgen eingeladen. Zwei Monate vor seinem Ableben übergab Blömer seine familienkundliche Sammlung dem Stadtarchiv Mönchengladbach, wo sie jedem Interessierten zur Einsicht zur Verfügung steht.

## Auszeichnungen
Blömer war seit 1966 Mitglied der Westdeutschen Gesellschaft für Familienkunde e. V. (WGfF) und seit 2006  Ehrenmitglied. Für seine Verdienste um die örtliche und regionale Geschichte wurden ihm die Ernst-von-Oidtman-Medaille der WGfF und 1992 der Rheinlandtaler des Landschaftsverbandes Rheinland (LVR) verliehen.
Blömer beendete seine Danksagung mit den Worten: „Denn die Besonderheiten des rheinischen Lebens haben ihren Ausgang in den Familien. Je besser dieser Bereich erforscht ist, desto besser dient dies der sozialgeschichtlichen Forschung.“

## Veröffentlichungen
Blömers Arbeiten sind in den Beständen des Stadtarchivs Mönchengladbach, der Westdeutschen Gesellschaft für Familienkunde, der Heinrich-Heine-Universitätsbibliothek Düsseldorf, der Rheinischen Landesbibliothek im Landesbibliothekszentrum Rheinland-Pfalz/Koblenz, der Zentralstelle für Personen- und Familiengeschichte Frankfurt – Institut für Genealogie und der Deutschen Zentralstelle für Genealogie in Leipzig enthalten und stehen jedem Interessenten zur Einsicht zur Verfügung. Etwa 70 seiner Artikel wurden in verschiedenen Zeitschriften für Familienkunde veröffentlicht.
- Liste der gealogischen Arbeiten von Alfred Blömer im Bestand der WGfF (Stand: Nov. 2016) als PDF-Datei
- Findbuch der Bestände des Stadtarchivs Mönchengladbach als PDF-Datei